# Ezequiel Astacio
Ezequiel Astacio (né le 4 novembre 1979 à Hato Mayor del Rey en République dominicaine) est un lanceur droitier de baseball.
Il joue dans la Ligue majeure de baseball en 2005 et 2006 avec les Astros de Houston. 
En 28 matchs joués, dont 14 comme lanceur partant, Astacio remporte 5 victoires contre 6 défaites. Sa moyenne de points mérités se chiffre à 6,02 en 86 manches et deux tiers lancées, avec 72 retraits sur des prises. Il est le lanceur perdant du troisième match de la Série mondiale 2005 entre Houston et les White Sox de Chicago lorsqu'il accorde à Geoff Blum le coup de circuit décisif en 14e manche du plus long match de l'histoire des Séries mondiales.